# Kathy Sledge
Kathy Sledge (Philadelphia (Pennsylvania), 6 januari 1959) is een Amerikaans zangeres die meerdere hits had in de Hot Dance Music/Club Play-hitlijst, zoals "Take Me Back to Love Again", een nummer 1-hit in 1992.
Ze maakt deel uit van Sister Sledge en behaalde veel pop-, r&b- en discohits samen met haar zusters Debra, Joni en Kim. In 1998 neemt ze met de Britse dancegroep K-Klass het nummer Knocking Down The Walls op.
Kathy Sledge keerde terug in de hitlijsten in 2001 als gevierd zangeres voor King Britts muzikale project Sylk 130 in het nummer "Rising".

## Filmografie
- 1975 - Soul Train - zichzelf (1 afl.)
- 1979 - Bandstand - zichzelf (1 afl.)
- 1982 - Fridays - zichzelf (1 afl.)
- 1984 - The Jeffersons - Kathy Satin (1 afl.)
- 1992 - It's Showtime at the Apollo - zichzelf (1 afl.)
- 2000 - 100 Greatest Dance Songs of Rock & Roll - zichzelf
- 2006 - Archiefmateriaal van Be My Baby: The Girl Group Story - zichzelf (niet in de aftiteling)